# Portchei

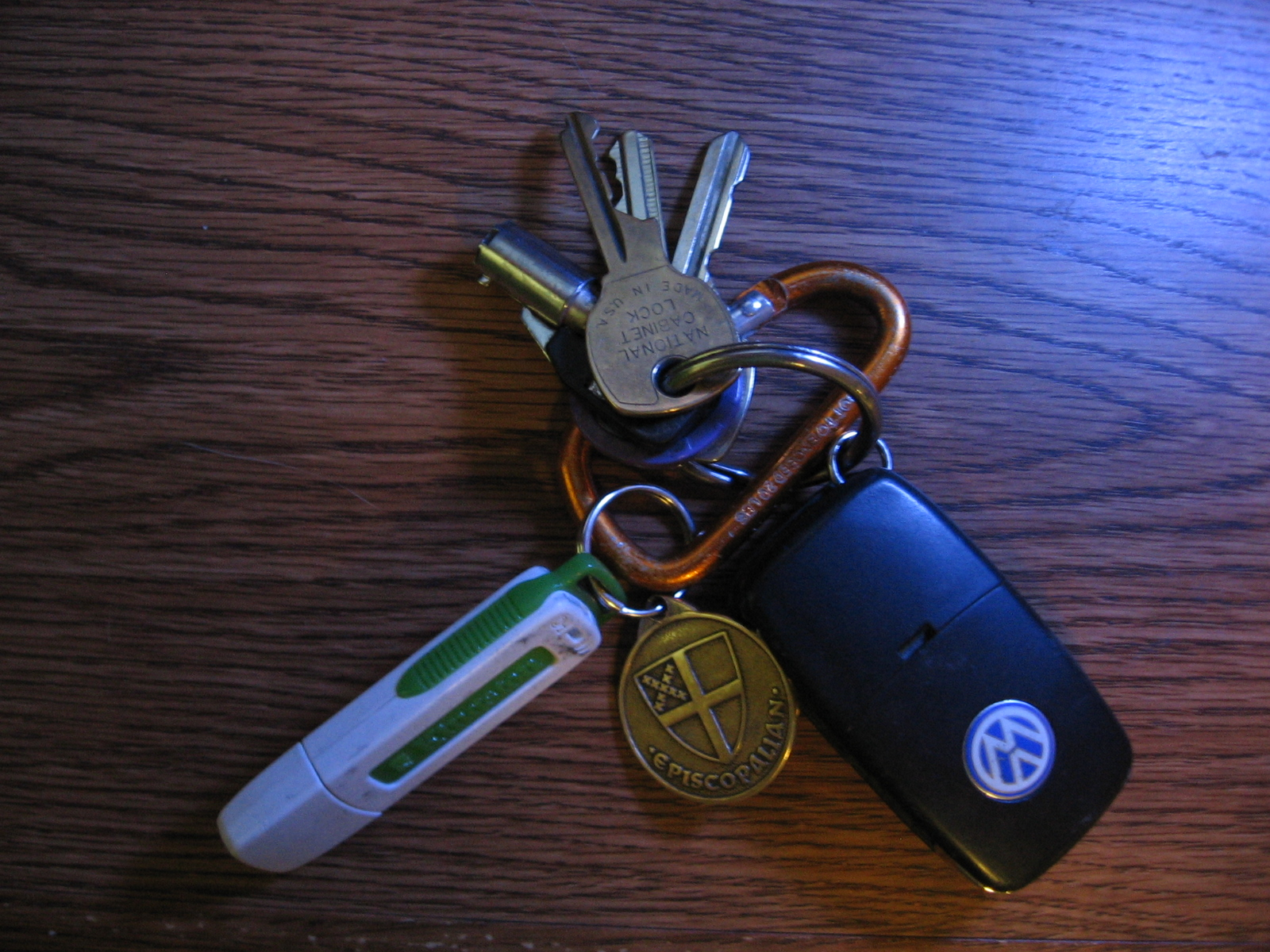
Diferite obiecte ataşate unui port chei

Portchei este un articol care se atașează uneia sau mai multor chei și care are un rol estetic sau practic adunând cheile la un loc sau separându-le (cheile personale/chei de serviciu), facilitând localizarea lor, evitarea pierderii cheilor sau înlesnirea transportului lor. 
În mod normal se compune dintr-un inel metalic, uneori un lănțișor metalic și cel mai adesea o piesă cu rol decorativ sau inscripționată cu locația căreia îi este destinată cheia (ex: magazie, birou, sală de ședințe etc). 
Unele persoane pot atașa la portchei alte obiecte mici precum: lanterne, carduri USB, bricege, telecomenzi ale porților, garajelor sau barierelor, talismane, brelocuri sau diferite unelte mici.